# Tomas Riste
Hans Tomas Riste, född 26 januari 1952 i Örebro Nikolai församling, är en svensk politiker (socialdemokrat).
Han var regionråd och ordförande i regionstyrelsen för region Värmland i formen den hade före 2018/2019.
Han har även varit ordförande i svenska friidrottsförbundet 2012 - 2013, omskriven för att friidrottaren Emma Green hade regnbågsmålade naglar under VM i Ryssland.